# فيرنون ستوري
فيرنون ستوري (بالإنجليزية: Don Gais)‏ هو عازف ساكسفون وعازف بيانو وموسيقي ومغني وعازف جاز أمريكي، ولد في 9 سبتمبر 1919 في نياجارا فولز في الولايات المتحدة، وتوفي في 9 أكتوبر 1996.

## وصلات خارجية
- فيرنون ستوري على موقع IMDb (الإنجليزية)
- فيرنون ستوري على موقع ميوزك برينز (الإنجليزية)